# Макарий (митрополит Московский)
Митрополи́т Мака́рий (в миру — Михаи́л; ок. 1482, Москва — 31 декабря 1563, Москва) — митрополит Московский и всея Руси (с 1542 года), в 1526—1542 годах — архиепископ Новгородский. Сторонник иосифлянства, последователь Иосифа Волоцкого. Канонизирован Русской церковью в качестве святителя, день памяти отмечается 30 декабря (12 января).

## Жизнеописание
Родился около 1482 года в Москве в семье благочестивых родителей. При крещении он был наречён во имя Архистратига Михаила. Известно, что отца его звали Леонтий. Отец Михаила, очевидно, вскоре после рождения сына скончался. Мать его приняла впоследствии монашеский постриг с именем Евфросиния.
Решив избрать для себя монашеский путь, поступил послушником в Рождества Богородицы Пафнутиево-Боровский монастырь. При постриге был назван в честь знаменитого православного аскета-пустынника преподобного Макария Египетского. Будущий святитель поступил в монастырь преподобного Пафнутия, когда Иосиф Волоцкий его покинул. Тем не менее влияние волоцкого игумена на будущего митрополита весьма велико. «Просветителя» святитель цитирует часто, называя это произведение «светилом Православия».

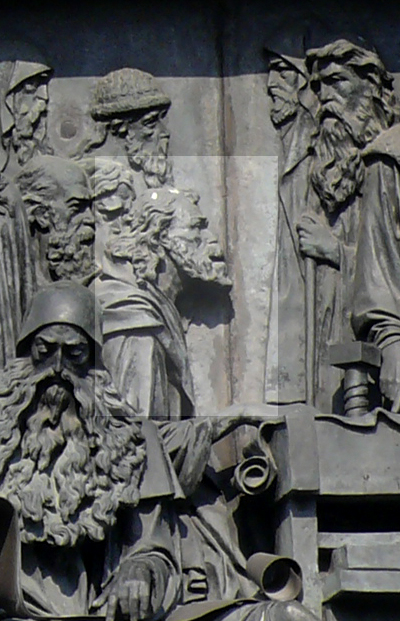
Митрополит Макарий на Памятнике «1000-летие России» в Великом Новгороде

В 1523 году стал игуменом Лужецкого Богородицкого монастыря в Можайске. В 1526 году Макарий был рукоположён во архиепископа Новгородского и Псковского. Новгородская кафедра к этому времени вдовствовала 17 лет. Многолетнее отсутствие епархиального владыки не лучшим образом сказалось на состоянии её дел. Необходимые меры были направлены на реализацию решений соборов 1503—1504 годов. Было запрещено совместное проживание в монастыре иноков и инокинь. В женских монастырях игумены были заменены на игумений. Служить в их монастырях было предписано белым священникам. Светские лица, проживавшие при монастырях, оттуда были удалены. Будучи последовательным сторонником сильного монастырского хозяйства, новый архиепископ приложил немалые усилия для перевода новгородских монастырей на общежительный устав. Ещё в 1528 году в епархии из 24 монастырей общежительными были только четыре, остальные — особножительными. Святитель Макарий, действуя убеждением на игуменов монастырей, добился, что к концу его служения в новгородской епархии число киновий достигло восемнадцати.
Макарий способствовал составлению нового Владычного летописного свода. Много внимания владыка уделял реставрации старинных икон и храмов, в Софийском соборе были поновлены фрески. Здесь же, в Новгороде, была предпринята первая попытка собрать воедино все книги «в русской земле чтомые», первая редакция знаменитых «Макарьевских миней». В свод входили как жития святых, так и дидактические и богословские произведения. В 1541 году все 12 томов свода были переданы в библиотеку Софийского собора.
Возведён на митрополичий престол 19 марта 1542 года боярской группировкой князей Шуйских, правившей при малолетнем Иване Грозном. В этом сане Макарий сменил низложенного Шуйскими митрополита Иоасафа. Однако вскоре он, как и его предшественник Иоасаф, стал выступать против Шуйских. Обладая значительным влиянием на юного царя, он способствовал отстранению Шуйских от власти, которое произошло в декабре 1543 года. После этого Макарий оказывал большое влияние на политику Ивана Грозного, входя в так называемую «Избранную раду».
Он венчал Ивана Грозного на царство (1547 год), способствовал его браку с Анастасией Захарьиной.

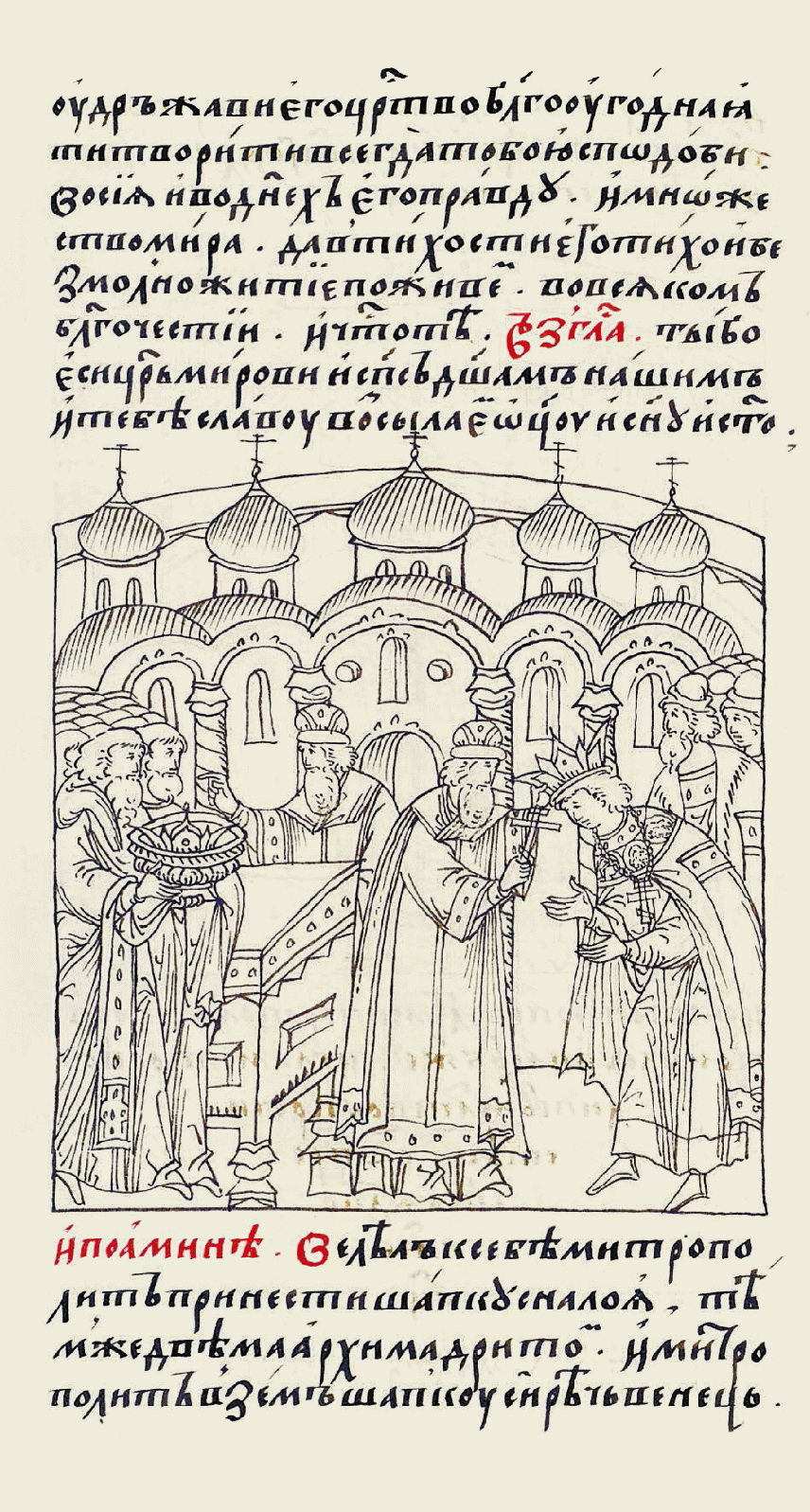
Митрополит Макарий благословляет Ивана Грозного во время венчания на царство. Миниатюра из Царственной книги. 1560-е годы (?)

В 1542 году по повелению Макария был построен храм Святителя Николая.
В 1547 и 1549 годах созвал в Москве два Собора, на которых была проведена большая работа по канонизации русских святых. В связи с прославлением новых святых под руководством митрополита была проделана большая работа по составлению житий.
При нём в 1551 году состоялся знаменитый Стоглавый собор Русской православной церкви.
Сочувствуя иосифлянам, доминировавшим на Стоглавом соборе, он не допустил принятия закона о секуляризации монастырских земель, продвигаемого протопопом Сильвестром.
Немало усилий Макарий приложил по организации на Руси книгопечатного дела. При нём была открыта в Москве первая типография для печатания священных и богослужебных книг.
После падения Избранной рады в 1560 году Макарий — единственный из её членов — не был подвергнут преследованиям.
3 декабря 1563 года митрополит Макарий извещал государя, что по немощи намерен оставить митрополию и «отъити на молчалное житие» на место своего пострижения в Пафнутиев монастырь. Государь вместе с наследником явился на митрополичье подворье и умолял его не оставлять митрополии. Только 21 декабря он дал согласие оставаться на кафедре, но через 10 дней, в последний день 1563 года, владыка Макарий скончался. 1 января 1564 года состоялось его погребение в Успенском соборе.
Канонизирован в лике святителей на Поместном соборе Русской православной церкви в 1988 году.